# أكبر ميثاقيان
أكبر ميثاقيان (21 مايو 1953 بكنبد كاووس في إيران - ) هو مدرب كرة قدم ولاعب كرة قدم إيراني في مركز الدفاع. شارك مع منتخب إيران لكرة القدم. أما مع النوادي، فقد لعب مع نادي أبو مسلم خراسان ونادي استقلال طهران ونادي ملوان.

## وصلات خارجية
- أكبر ميثاقيان على موقع قاعدة بيانات كرة القدم.إي يو (الإنجليزية)